# Oonopoides humboldti
Oonopoides humboldti là một loài nhện trong họ Oonopidae.
Loài này thuộc chi Oonopoides. Oonopoides humboldti được miêu tả năm 1983 bởi Dumitrescu & Georgescu.